# Доброріз Василь Павлович
Василь Павлович Доброріз (1917—1999) — старший сержант Радянської Армії, учасник Другої світової війни, Герой Радянського Союзу (1945).

## Біографія
Василь Доброріз народився 31 січня 1917 року на станції «Шуанчепу» в Північній Маньчжурії (нині — територія Китаю) в робітничій сім'ї. Закінчив сім класів школи. У 1935—1941 роках працював слюсарем паровозного депо станції «Уфа». 5 червня 1941 року призваний на службу в Робітничо-селянську Червону армію. З початку Другої світової війни — на її фронтах. До січня 1945 року старший сержант Василь Доброріз командував відділенням 76-го окремого штурмового інженерно-саперного батальйону 16-ї штурмової інженерно-саперної бригади 1-го Українського фронту. Відзначився під час форсування Одеру.
У ніч з 27 на 28 січня 1945 року Доброріз разом зі своїм відділенням брав активну участь у будівництві мосту в районі Ополе. Незважаючи на те, що супротивник вів масований мінометний і артилерійський обстріл, Доброріз першим кинувся в крижану воду і вплав доставляв деталі до місця установки.
Указом Президії Верховної Ради СРСР від 10 квітня 1945 року за «зразкове виконання бойових завдань командування та проявлені при цьому геройство та мужність» старший сержант Василь Доброріз удостоєний високого звання Героя Радянського Союзу з врученням ордена Леніна і медалі «Золота Звірка» за номером 6065.
Брав участь у Параді Перемоги. У 1946 році демобілізований. З 1949 року жив в Уфі, працював на Куйбишевській залізниці. Помер 4 квітня 1999 року, похований на Південному кладовищі Уфи.

## Нагороди
- Медаль «Золота Зірка».
- Орден Леніна.
- Орден Вітчизняної війни 1-го ступеня (06.04.1985)[4].
- Орден Червоної Зірки (05.06.1945)[5].
- Медаль «За відвагу» (02.09.1944)[6].
- Медаль «За бойові заслуги» (22.11.1943)[7].
- Медалі.